# 埃普勒维尔
埃普勒维尔（法語：Épreville，法語發音：[epʁəvil]）是法国滨海塞纳省的一个市镇，属于勒阿弗尔区。

## 地理
埃普勒维尔（49°42'26"N, 0°22'0"E）面积6.44 平方千米，位于法国诺曼底大区滨海塞纳省，该省份为法国北部沿海省份，其西部及北部濒大西洋英吉利海峡，东起顺时针与索姆省、瓦兹省、厄尔省和卡爾瓦多斯省接壤。
与埃普勒维尔接壤的市镇（或旧市镇、城区）包括：费康、弗罗贝维尔、马尼凯维尔、圣莱奥纳尔、科地区索瑟兹马尔。

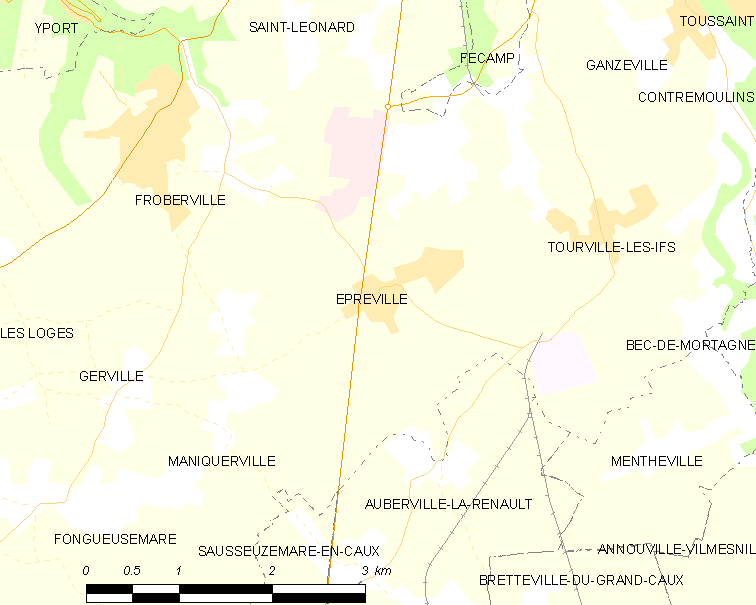
埃普勒维尔的OSM定位图

埃普勒维尔的时区为UTC+01:00、UTC+02:00（夏令时）。

## 行政
埃普勒维尔的邮政编码为76400，INSEE市镇编码为76240。

## 政治
埃普勒维尔所属的省级选区为费康县。

## 人口

1962-2008年间埃普勒维尔人口变化图示

埃普勒维尔于2022年1月1日时的人口数量为1068人。